# Стар град (Джакарта)
Старият град в Джакарта (Kota Tua Jakarta), известен и като Стара Джакарта или Стара Батавия, е малка област в Джакарта, Индонезия. Тази специална област заема 1,3 км2 и е поделена между районите Северна Джакарта и Западна Джакарта. Обхваща кварталите Келухаран Пенангсия, Таман Сари, Келухаран Роа Малака и Тамбора.
Наричана „Брилянтът на Азия“ и „Царицата на Изтока“ от европейските моряци през XVI век, Стара Джакарта, или Батавия, както се нарича по нидерландско време, е била център на търговията в цяла Азия поради стратегическото си положение и многото ресурси.